# 隠蕃
隠 蕃（いん ばん、209年? - 231年）は、中国後漢末期から三国時代の魏・呉の政治家。青州の人。

## 生涯
隠蕃は魏の雄弁家で知られていた。黄龍2年（230年）、隠蕃は間諜として呉に投降し、孫権に上書し、「臣（私）は、紂王が無道を行ったとき、微子がまず先だって国を離れ、漢の高祖が寛大で公明な施策を行ったとき、陳平がまっ先に漢に身を寄せたと聞いております。臣は、年は22歳でございますが、みずからの領地を棄て、有道の主君のもとに命を託さんとし、天の霊妙なご加護のもとに、つつがなく呉の国にやってまいることができたのでございます。しかし、臣が貴国にまいりましてより日数も経ったのでございますが、掛りの役人からは捕虜同然の扱いを受け、臣が単なる囚われ人ではない事についてお分かりいただいておりません。その結果、臣が申し上げたく思っております言葉や気持ちも、殿の御耳に入れることができず、胸を詰まらせ嘆息して、心の憂いの止むときがないのでございます。謹んで御門のもとに参って上章をさし上げ、お目通りを賜るようお願いする次第であります」。
孫権はこの上書を読むと、すぐに隠蕃を召し入れた。隠蕃は孫権に感謝の上言をし、孫権の質問に答えるとともに、当面の政治的問題についても論じたが、その言葉も態度もなかなかなに立派であった。
孫権はのちに隠蕃の答弁について、隠蕃との面会時にその場に居合わせていた胡綜に意見を求めた。胡綜は、「隠蕃の上書は、誇大なことを述べております点では東方朔に共通するところがあり、巧妙な詭弁は禰衡に似てますが、才能の点では両者のどちらにも及びません」と答えた。孫権は、「隠蕃にはいかなる官職が務まるであろうか？」と問うと、胡綜は、「すぐには民衆の統治にあたらせることができませんから、ひとまずはお膝元で小さな官職を与えてお試みになられるのがよろしいでしょう」と答えた。孫権は、隠蕃がさかんに司法のことを論じたことから、隠蕃を廷尉監に任じた。
隠蕃が官位を得てから、呉の大臣を離間させ謀反に導こうと計画し、ひとかどの人物たちと親交を結び、衛将軍の全琮をはじめとした多くの人物が隠蕃に心を寄せて尊重した。人々は隠蕃の屋敷に車馬を連ねて隠蕃と親交を結ぼうとし、賓客は座敷にあふれんばかりとなったという。特に左将軍朱拠と廷尉郝普は隠蕃の人物を賞賛していたという。しかし、太子中庶子羊衜と宣詔郎楊迪だけは隠蕃と付き合おうとしなかった。また、潘濬は子の潘翥が隠蕃と付き合うのを知ると、大いに腹を立てて潘翥を叱りつけたという。
やがて隠蕃の謀反の計画が発覚して、隠蕃は逃亡しようとして失敗し、逮捕されて陰謀に加わった仲間について尋問されたが、隠蕃は何も答えなかった。のちに孫権が隠蕃を御前に連れてこさせて聞いた。「どうして自らの肉体の苦しみを忍んでまでも、他人の庇い立てをするのか？」隠蕃は言った。「孫君よ、大丈夫が事を成さんとするとき、ともに事を計る者がいないはずがない。しかし烈士は、死んでも他人をまきぞえにしたりはせぬのだ」。そのままついに隠蕃は仲間のことについて口を割らずに死んだという。
事件後、隠蕃を賞賛した朱拠は禁錮になり長い間孫権に謁見するのを禁じられ、郝普は譴責され自殺した。一方、胡綜は先見の明を評価され偏将軍に昇進し、隠蕃と付き合わなかった羊衜・楊迪・潘濬らは衆人から信服されたという。